# Gäddgölen (Kristbergs socken, Östergötland)
Gäddgölen är en sjö i Motala kommun i Östergötland och ingår i Motala ströms huvudavrinningsområde.